# 9 Suites de Pièces pour le Clavecin
9 Suites de Pièces pour le Clavecin (9 Suit klawesynowych) – drugi zbiór suit na klawesyn Georga Friedricha Händla HWV 434-442, ChA 2, HHA IV/5, wydanych w Londynie w 1733 roku.
Suita Nr 1 B-dur HWV 434 (Londyn, ok. 1710/17)
- 1. Prelude
- 2. Sonata
- 3. Aria con Variazioni
- 4. Menuet

(Suita Nr 2) Chaconne G-dur z 21 wariacjami (IV wersja) HWV 435 (Londyn, ok. 1705/17)
Suita Nr 3 d-moll HWV 436 (Londyn, ok. 1721/26)
- 1. Allemande
- 2. Allegro
- 3. Gigue
- 4. Menuetto

Suita Nr 4 d-moll HWV 437 (Hamburg?, ok. 1703/06)
- 1. Prelude
- 2. Allemande
- 3. Courante
- 4. Sarabande
- 5. Gigue

Sarabanda z tej suity została wykorzystana w filmie Stanley Kubricka Barry Lyndon z 1975 roku.
Suita Nr 5 e-moll HWV 438 (Londyn, ok. 1710/17)
- 1. Allemande
- 2. Sarabande
- 3. Gigue

Suita Nr 6 g-moll HWV 439 (Hamburg?, ok. 1703/06)
- 1. Allemande
- 2. Courante
- 3. Sarabande
- 3. Gigue

Suita Nr 7 B-dur HWV 440 (Hamburg? ok. 1703/06, przeróbka ok. 1717/18)
- 1. Allemande
- 2. Courante
- 3. Sarabande
- 4. Gigue

Suita Nr 8 G-dur HWV 441 (Hamburg?, ok. 1703/06)
- 1. Allemande
- 2. Allegro
- 3. Courante
- 4. Aria
- 5. Menuetto
- 6. Gavotta
- 7. Gigue

Suita Nr 9 G-dur (Prelude et Chaconne avec LXII Variations) HWV 442 (Prelude ok. 1717, ChaconneHamburg, ok. 1703/06)
(Daty podane w nawiasach oznaczają rok powstania kompozycji) 